# 鶏冠区
鶏冠区（けいかん-く）は中華人民共和国黒竜江省鶏西市に位置する市轄区。

## 歴史
区名は鶏冠山に由来する。
中華民国初期、遼陽よりの入植者が区域に居住するようになり密山県の管轄とされ、1921年（民国10年）以降は第6区第5保の管轄とされた。その後の炭鉱開発に従い人口が増加、工業化と商業化が進み、満州国時代には当初は鶏冠山保、後に鶏西街が設置されている。1941年（康徳8年）、鶏西街は鶏寧県と改編され、県中心部には鶏寧街が設置された。1946年（民国35年）5月、区域を実効支配した中国共産党は城関区を設置、1948年（民国37年）4月に周囲の農村区域に鶏冠区を新設している。1949年（民国38年）7月、鶏西県に移管され、翌年7月に鶏西区を分割し第1区と第2区が新設された。1956年1月、第1区を鶏西鎮に改称、同年5月には第2区は廃止となり城子河郷及び梁家街郷が設置された。1957年3月、鶏西鎮が廃止となり新設された鶏西市の鶏冠区と改編された。

## 行政区画
7街道、2郷を管轄：
- 街道：向陽街道、南山街道、立新街道、東風街道、紅軍路街道、西鶏西街道、西山街道
- 郷：紅星郷、西郊郷

## 教育

### 大学
- 黒竜江工業学院（中国語版）

## 交通

### 鉄道
- 中国鉄路総公司
  - 中国鉄路ハルビン局集団公司
    - 林密線・城鶏線　鶏西駅

### 道路
- 高速道路
  - 建鶏高速道路

## 健康・医療・衛生
- 鶏冠区医院